# لش‌ماهی‌های چشم‌بزرگ
لش‌ماهی‌های چشم‌بزرگ (نام علمی: Hybopsis) نام یک سرده از تیره کپورماهیان است.